# Selenophorus laesus
Selenophorus laesus är en skalbaggsart som beskrevs av Leconte. Selenophorus laesus ingår i släktet Selenophorus och familjen jordlöpare. Inga underarter finns listade i Catalogue of Life.